# Adolf von Proschwitz (skolman)
Nils Gustaf Adolf von Proschwitz, född den 26 juli 1893 i Göteborg, död den 12 januari 1972 i Järfälla församling, Stockholms län, var en svensk skolman. Han var far till Gunnar von Proschwitz.
von Proschwitz avlade studentexamen i Göteborg 1911, filosofie kandidatexamen 1914 och filosofisk ämbetsexamen 1917. Han var lärare vid Göteborgs gymnasium för flickor 1920–1925, vikarierande adjunkt i Södertälje 1926, i Kalmar 1926–1927, extra lärare i Göteborg 1927–1930 och adjunkt i Ystad från 1929. von Proschwitz var rektor i Strömstad 1931–1940, i Alingsås 1940–1948 och åter i Strömstad från 1948. Han var tillförordnat undervisningsråd kortare perioder från 1939. von Proschwitz vilar på Järfälla kyrkogård.